# 1983, rue Bagot
1983, rue Bagot, aussi appelée M-31, est un établissement patrimonial.

## Voir plus